# Erika Salumäe
Erika Salumäe (Pärnu, 11 de junio de 1962) es una deportista estonia que compitió para la Unión Soviética en ciclismo en la modalidad de pista, especialista en la prueba de velocidad individual.
Participó en tres Juegos Olímpicos de Verano, entre los años 1988 y 1996, obteniendo en total dos medallas de oro en la prueba de velocidad individual, en Seúl 1988 y Barcelona 1992.
Ganó cinco medallas en el Campeonato Mundial de Ciclismo en Pista entre los años 1985 y 1995.

## Medallero internacional
| Representando a la URSS |                                   |                   |                      |
| Juegos Olímpicos        |                                   |                   |                      |
| Año                     | Lugar                             | Medalla           | Competición          |
| 1988                    | Seúl (Corea del Sur)              | Medalla de oro    | Velocidad individual |
| Campeonato Mundial      |                                   |                   |                      |
| Año                     | Lugar                             | Medalla           | Competición          |
| 1984                    | Barcelona (España)                | Medalla de plata  | Velocidad individual |
| 1986                    | Colorado Springs (Estados Unidos) | Medalla de plata  | Velocidad individual |
| 1987                    | Viena (Austria)                   | Medalla de oro    | Velocidad individual |
| 1989                    | Lyon (Francia)                    | Medalla de oro    | Velocidad individual |
| Representando a Estonia |                                   |                   |                      |
| Juegos Olímpicos        |                                   |                   |                      |
| Año                     | Lugar                             | Medalla           | Competición          |
| 1992                    | Barcelona (España)                | Medalla de oro    | Velocidad individual |
| Campeonato Mundial      |                                   |                   |                      |
| Año                     | Lugar                             | Medalla           | Competición          |
| 1995                    | Bogotá (Colombia)                 | Medalla de bronce | Velocidad individual |